# Azienda carboni italiani
L'Azienda carboni italiani (A.Ca.I.) fu costituita il 28 luglio 1935, con R.D.L. n. 1406, e cessò la sua attività il 28 febbraio 1957. Fu un'azienda pubblica statale che controllava la produzione del combustibile fossile in Italia, soprattutto nel periodo dell'autarchia.
A capo dell'azienda venne posto l'imprenditore Guido Segre,, già presidente della Società anonima carbonifera Arsa con miniere in Istria e della Società mineraria carbonifera sarda che gestiva il bacino minerario del Sulcis.

## Presidenti dell'Azienda carboni italiani (A.Ca.I.)
- 17 agosto 1935 - 15 novembre 1938: Dott. Guido Segre
- 15 novembre 1938 - 1942: Dott. Giovanni Vaselli
- 1942 - 1943: Luciano Gottardi
- 1943 - 1945: Ing. Umberto Cattania
- 1945 - 1947: Ing. Mario Giacomo Levi
- 1947 - 1954: Ing. Mario Giacomo Levi
- 1954 - 1957: Vincenzo Landi, Commissario Straordinario dell'A.Ca.I.

## Gestione del bacino carbonifero dell'Arsa (Istria)
Dal 28 luglio 1935 fino al 1º maggio 1945, l'A.Ca.I. (Azienda carboni italiani) tramite la Società Anonima Carbonifera Arsa gestiva le miniere di carbone (insieme ai relativi pozzi carboniferi) con impianti di produzione, e inoltre, in regime esclusivo, amministrava tutte le strutture architettoniche e urbanistiche della cittadina mineraria di Arsia delle frazioni minerarie, come Pozzo Littorio d'Arsia, oggi Piedalbona, e Vines e di altri edifici sparsi nel territorio dell'Istria. Le miniere di carbone (con i relativi pozzi carboniferi) furono le seguenti:
- Miniera di Albona (Jama Labin o Rudnik Labin), nel territorio municipale di Albona.
- Miniera di Arsia (Kova Raša o Rudnik Raša o Ugljenokop Raša), nel territorio comunale di Arsia.
- Miniera di Càrpano (Rudnik Krapan) nel territorio comunale di Arsia, già comune di Albona.
- Miniera di Pédena (Rudnik Pićan) nel territorio comunale di Pedena, già comune di Pisino.
- Miniera di Pozzo Littorio d'Arsia o Miniera di Piedalbona (Rudnik Podlabin) nel territorio municipale di Albona, già comune di Arsia.
- Miniera di Ripenda (Rudnik Ripenda o Jama Ripenda) nel territorio municipale di Albona.
- Miniera di Sicciole (Rudnik Sečovlje) nel territorio comunale di Pirano.
- Miniera di Sottopédena (Rudnik Podpićan o Rudnik Potpićan) nel territorio comunale di Chersano, già comune di Pisino.
- Miniera di Stermazio (Rudnik Štrmac) nel territorio comunale di Santa Domenica (Croazia), già comune di Albona.
- Miniera di Tupliacco (Rudnik Tupljak) nel territorio comunale di Pedena, già comune di Pisino.
- Miniera di Vines (Rudnik Vinež) nel territorio municipale di Albona, già comune di Arsia (Raša)
- Discenderia Valmazzinghi (Niskop Koromačno) nel territorio comunale di Arsia.

### Produzione di carbone e manodopera impiegata nella gestione A.Ca.I. (1935-1945)
La seguente tabella delle produzioni carbonifere in Istria riguarda il periodo di gestione (1935-1945) dell'Azienda monopolistica statale A.Ca.I. (Azienda Carboni Italiani), iniziato nel mese di luglio del 1935 per concludersi nel 1945, ma ufficialmente nel 1947, anno in cui il territorio istriano passò alla Jugoslavia.
| Anno | Produzione in tonnellate                        | Manodopera |
| ---- | ----------------------------------------------- | --- |
| 1935 | 350.000 - 383.000 - 511.320                     | 1.813 operai - 1.839 operai - 2.300 |
| 1936 | 700.000 - 725.000 - 726.165 - 735.610 - 836.016 | 3.678 operai - 4.400 - 4.705 - 4.767 operai - 7.000 operai |
| 1937 | 855.417 - 869.385                               | 6.271 - 6.657 |
| 1938 | 882.259 - 949.053                               | 7.722 - 8.160 |
| 1939 | 895.728 - 1.000.000 - 1.005.432                 | 7.192 - 8.957 operai - 9.000 operai - 10.475 |
| 1940 | 824.261 - 863.107                               | 8.016 - 11.119 |
| 1941 | 1.033.463                                       | 7.310 (presenti: 5.600) |
| 1942 | 1.158.000 - 1.157.000 - 1.150.000               | 10.000 - 10.470 - 11.000 circa (quasi 2.000 occupati in servizi esterni, quasi 9.000 addetti al sottosuolo) - Miniera di Stermazio - Fianona: 500 operai circa, Miniera di Pedena: 250 operai circa, Miniera di Sicciole (Pirano): 400 operai circa, Ricerca Zaverco (Cave Auremiane): 50 operai circa |
| 1943 |                                                 | |
| 1944 |                                                 | |
| 1945 |                                                 | |

## Gestione del bacino carbonifero del Sulcis (Sardegna)
Dal 28 luglio 1935 fino al 28 febbraio 1957, l'A.Ca.I. (Azienda carboni italiani) tramite la Società Mineraria Carbonifera Sarda gestiva le miniere di carbone (insieme ai relativi pozzi carboniferi) con impianti di produzione, e inoltre, in regime esclusivo, amministrava tutte le strutture architettoniche e urbanistiche della città mineraria di Carbonia dei villaggi minerari, come Bacu Abis e Cortoghiana e di altri edifici sparsi nel territorio del Sulcis. Dal 1936 al 1947 nel Sulcis vennero aperti 22 pozzi per l'estrazione del carbone, impiegando, nel periodo di maggiore produzione, poco meno di 18.000 maestranze, provenienti da tutta la Sardegna e anche da oltre Tirreno.
Le miniere di carbone (con i relativi pozzi carboniferi) furono le seguenti:
- Miniera di Bacu Abis situato nell'omonimo giacimento carbonifero di Bacu Abis, con gli impianti estrattivi di Pozzo Roth, Pozzo Emilio, Pozzo Castoldi e Pozzo Nuovo.
- Miniera di Caput Acquas e Miniera di Piolanas, situato nell'omonimo giacimento di Caput Acquas o Piolanas Sud: con gli impianti estrattivi di Pozzo Caput Acquas, Pozzo Tolmetta, Pozzo Zara, Pozzo Is Piras e Pozzo “D”; ed in quello di Piolanas o Piolanas Nord: Pozzo Piolanas.
- Miniera di Cortoghiana situato nel giacimento carbonifero di Cortoghiana Nuova, diversi edifici ed impianti estrattivi vicino all'omonima frazione: Pozzo Cortoghiana Vecchia, Pozzo Est, Cortoghiana nuova - Pozzo 1 e Cortoghiana nuova - Pozzo 2.
- Miniera di Nuraxi Figus situato nell'omonimo giacimento carbonifero di Nuraxi Figus.
- Miniera di Serbariu situato nel giacimento carbonifero di Serbariu - Nuraxeddu con gli impianti estrattivi di Pozzo 1, Pozzo 2, Pozzo 3, Pozzo 4, Pozzo 5, Pozzo 6, Pozzo 7, Pozzo Nuraxeddu Vecchio e Pozzo del Fico.
- Miniera di Seruci situato nell'omonimo giacimento carbonifero di Seruci.
- Miniera di Sirai situato nel giacimento carbonifero di Sirai - Schisorgiu con gli impianti estrattivi di Pozzo 8, Pozzo 9, Pozzo 10, Pozzo 11, Pozzo 12, Pozzo Sirai, Pozzo Tanas, Pozzo Schisorgiu, Pozzo Vigna, Pozzo Barbusi e Pozzo Nuraxeddu Nuovo.
- Miniera di Terras Collu situato nell'omonimo giacimento carbonifero di Terras Collu.
- Miniera di Terra Niedda, già conosciuta come Littòria Quinta, situato nell'omonimo giacimento carbonifero di Terra Niedda: Pozzo 1 e Pozzo 2.

### Produzione di carbone e manodopera impiegata nella gestione A.Ca.I. (1935-1954)
La seguente tabella delle produzioni carbonifere riguarda il periodo di gestione (1935-1954) dell'Azienda monopolistica statale A.Ca.I., (Azienda Carboni Italiani), iniziato nel mese di luglio del 1935 per concludersi nel 1954, anno in cui l'A.Ca.I. cessò l'attività. La produzione di carbone ebbe un incremento nel dopoguerra, quando il carbone Sulcis diede il suo contributo alla ricostruzione dell'Italia. Già nei primi anni Cinquanta, però, la costituzione della CECA (Comunità Europea Carbone e Acciaio) evidenziò l'antieconomicità del carbone sardo. Così iniziò una lenta ma inarrestabile crisi del settore, che l'intervento dello Stato rese meno drammatica con le sue aziende pubbliche e con risorse finanziarie.
| Anno | Produzione in tonnellate | manodopera                                                               |
| ---- | --- | ------------------------------------------------------------------------ |
| 1935 | 75.000 - 77.550- 77.555 (Terras Collu: 4.600; Bacu Abis: 72.955) - 77.564 - 130.506                                                                             | 1.060 operai                                                             |
| 1936 | 160.972(Terras Collu: 3.554; Bacu Abis: 157.418) - 183.000 - 210.179                                                                                            | 1.340 operai - 1.433 operai                                              |
| 1937 | 306.736 (Terras Collu: 8.615; Bacu Abis: 254.992; Caput Acquas: 9.324; Sirai: 32.391; Cortoghiana: 1.414) - 307.239 - 307.240 - 341.788 - 370.239 - 388.286     | 4.747 operai - 5.822 operai                                              |
| 1938 | 450.000 (Terras Collu: 15.000; Bacu Abis: 200.000; Caput Acquas: 45.000; Sirai: 160.000; Cortoghiana: 30.000) - 465.172 - 465.770 - 465.772 - 542.691 - 637.375 | 6.614 operai - 7.052 - 9.180 operai                                      |
| 1939 | 855.086 - 911.279 - 1.168.650 | 13.447 operai - 14.965 operai                                            |
| 1940 | 1.226.158 - 1.295.779 - 1.345.920 | 12.320 operai - 12.650 operai - 15.801 operai                            |
| 1941 | 1.164.639 - 1.200.900 - 1.200.920 | 10.140 (10.280) operai - 10.280 operai - 11.330 operai (presenti: 8.000) |
| 1942 | 1.135.762 - 1.153.230 | 8.000 operai - 9.908 operai (9.653 operai)                               |
| 1943 | 297.750 - 317.218 | 2.808 operai - 3.910 (1.408) operai - 4.305 operai                       |
| 1944 | 375.814 - 418.809 | 4.029 (5.864) operai - 4.500 operai - 6.800 operai                       |
| 1945 | 677.995 | 11.000 operai                                                            |
| 1946 | 1.021.271 | 15.500 operai - 15.521 operai                                            |
| 1947 | 1.186.283 - 1.199.283 | 17.200 operai                                                            |
| 1948 | 861.713 - 864.713 | 14.437 - 14.500 operai                                                   |
| 1949 | 625.000 - 1.014.144 - 1.024.000 | 12.000 operai - 12.176 operai                                            |
| 1950 | 950.000 - 950.609 | 10.900 operai                                                            |
| 1951 | 1.071.358 | 10.300 operai                                                            |
| 1952 | 997.000 - 997.001 - 1.048.680 | 9.934 operai                                                             |
| 1953 | 1.057.180 | 8.749 operai - 9.542 operai - 10.383 addetti                             |
| 1954 | 1.010.000 - 1.010.033 | 7.629 operai - 9.810 addetti                                             |